# Протестантската етика и духът на капитализма
„Протестантската етика и духът на капитализма“ е книга от Макс Вебер, немски социолог и икономист, писана между 1904 г. и 1905 г., като в самото си начало представлява поредица от няколко есета. Излиза на немски език под заглавието: Die protestantische Ethik und der 'Geist' des Kapitalismus.